# Байрампаша — Малтепе (станція метро)
41°02′03″ пн. ш. 28°55′13″ сх. д. / 41.03407496° пн. ш. 28.92023856° сх. д.
Байрампаша́ — Малтепе́ (тур. Bayrampaşa-Maltepe) — станція лінії М1 Стамбульського метрополітену. Відкрита 3 вересня 1989.
Розташована у південній частині району Еюп, Стамбул, Туреччина, обабіч автостради O-3.
Конструкція —Наземна станція відкритого типу з острівною платформою.
Пересадки:
- автобуси: 32, 32A, 32T, 33M, 36, 36CB, 36ES, 39O, 55Y, 88
- трамваї: на станцію Демиркапи Т4
- маршрутки: Еюпсултан — Байрампаша, Еюпсултан — Джеватпаша

|                    | Колія 2                                                   | ← до Аеропорт Ататюрк (Сагмалджилар) ← до Кіразли (Сагмалджилар) |
| острівна платформа |                                                           |                                                                  |
| Колія 1            | Єнікапи (Топкапи-Улубатли) → Єнікапи (Топкапи-Улубатли) → |                                                                  |